# 荣军院大道

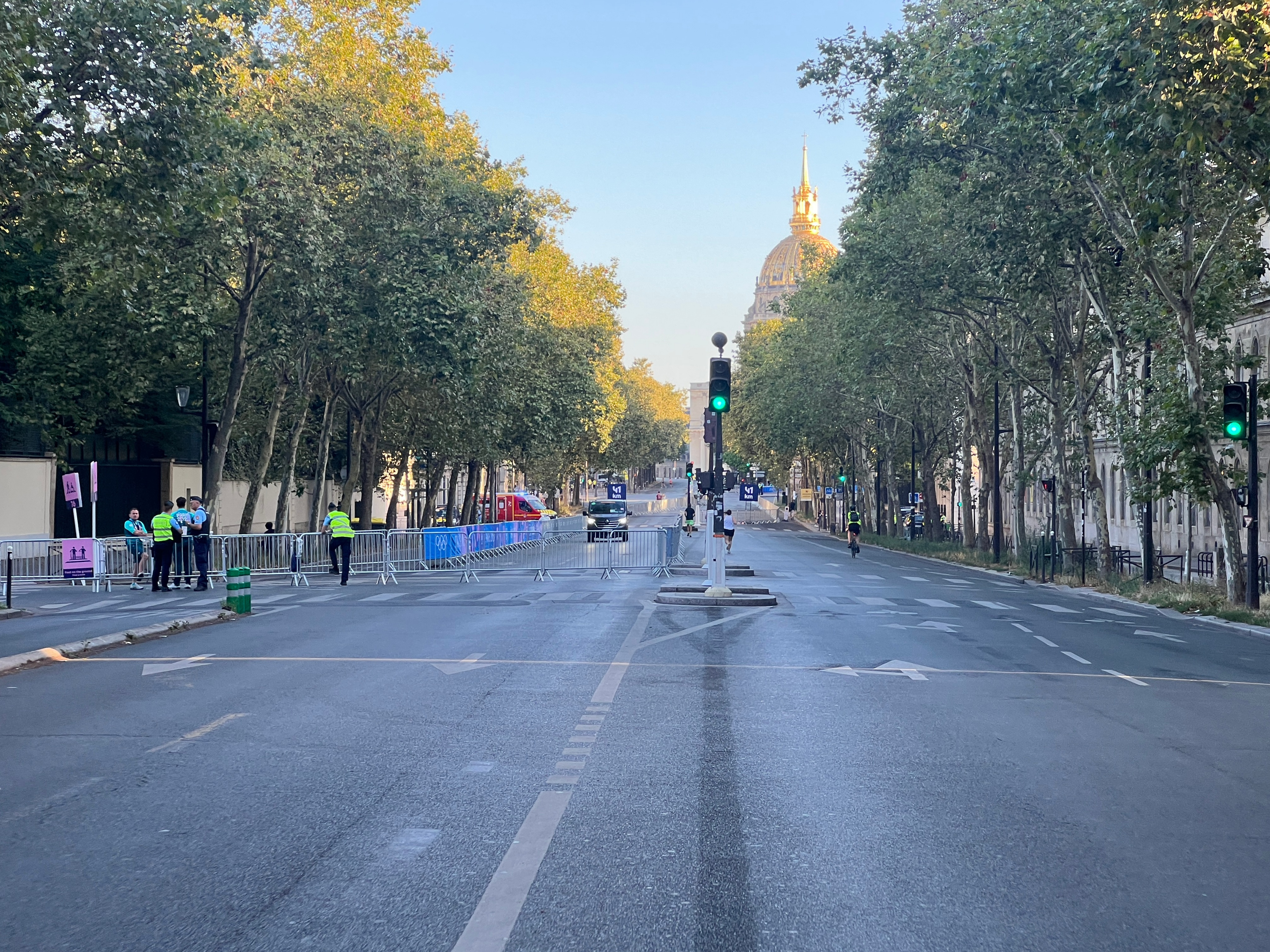
榮軍院大道（2024年8月）

荣军院大道（法語：Boulevard des Invalides）是巴黎第七区的一条街道。荣军院大道长1245米，宽39米。始于格勒納勒路，止于塞夫勒路。